# 科尔维尔 (华盛顿州)
科尔维尔（英文：Colville），是美国华盛顿州史蒂文斯县下属的一座城市。根据 2000年美国人口普查，该市有人口4,988人。根据2010年美国人口普查，该市有人口4,673人。而2011年估计该市有4,669人。